# Destination finale 4
Série Destination finale
Destination finale 3
(2006) Destination finale 5
(2011)
Pour plus de détails, voir Fiche technique et Distribution.
Destination finale 4 ou La destination ultime au Québec (The Final Destination) est un film d'horreur américain réalisé par David Richard Ellis, sorti en 2009. C'est le quatrième opus de la franchise Destination finale.

## Synopsis
Nick O'Bannon, étudiant à l'université, assiste à une course automobile avec sa petite amie Lori Milligan et leurs amis Hunt Wynorski et Janet Cunningham. En regardant la course, Nick a la prémonition d'un horrible accident de voiture qui envoie des débris dans les gradins, provoquant l'effondrement du stade. Lorsque Nick panique, une bagarre éclate et plusieurs personnes quittent le stade, dont Lori, Hunt, Janet, le garde de sécurité George Lanter, le mécanicien Andy Kewzer, sa petite amie Nadia Monroy, le chauffeur de dépanneuse raciste Carter Daniels et la mère de famille Samantha Lane. Alors que Nadia réprimande le groupe, un pneu s'envole soudainement hors du stade et la décapite.
Plusieurs jours après l'accident, Carter tente de mettre le feu à une croix sur la pelouse de George, qu'il tient pour responsable de la mort de sa femme, mais une réaction en chaîne l'entraîne dans la rue avant que sa dépanneuse n'explose. Le lendemain, Samantha quitte un salon de beauté lorsqu'une pierre propulsée par une tondeuse à gazon est soudainement projetée et va se loger dans son œil, la tuant sur le coup. Après avoir lu les événements dans le journal et pris connaissance des accidents des films précédents, Nick et Lori deviennent convaincus que la Mort est toujours après eux. Hunt et Janet refusent de les croire, mais ils parviennent à convaincre George de les aider. Le groupe part avertir Andy au garage où il travaille, mais celui-ci est tué lorsqu'une bouteille de gaz le projette contre le grillage, le coupant en morceaux. Après avoir eu une prémonition impliquant de l'eau, Nick tente d'avertir Hunt, qui est allé à la piscine. En même temps, George et Lori tentent de retrouver Janet, qui se retrouve coincée dans sa voiture au lavage automatique, et ils parviennent à la sauver à la dernière seconde. Hunt met accidentellement le siphon de la piscine en marche et lorsqu'il plonge, il est aspiré vers le drain, où l'aspiration expulse ses organes par la tuyauterie près de la piscine. Par la suite, George admet qu'il a tenté de se suicider à plusieurs reprises, mais toutes ses tentatives ont échoué. Nick croit que sauver Janet a dû ruiner le plan de la Mort et le groupe fait la fête.
Quatre jours plus tard, Nick commence à voir d'autres présages et se souvient d'avoir demandé au cow-boy Jonathan Groves de changer de siège avant l'accident, ce qui signifie qu'il est en fait le prochain. Nick et George vont voir Jonathan à l'hôpital, où il se remet de l'accident, et ils le voient se faire écraser par une baignoire qui tombe à travers le plafond. Alors qu'ils partent, George est soudainement fauché par une ambulance et Nick se rend compte que Lori et Janet sont toujours en danger. Il les retrouve dans un cinéma et persuade Lori de partir, mais Janet refuse et est tuée lorsqu'une réaction en chaîne provoque une explosion dans le cinéma. L'incendie se répand dans le centre commercial et Nick et Lori se retrouvent pris au piège dans un escalator défectueux. Lori est entraînée dans les engrenages et décapitée. Tous ces événements depuis la mort de Jonathan étaient une autre prémonition, mais George est tué par l'ambulance avant que Nick puisse l'avertir.
Au centre commercial, Lori commence aussi à voir des présages. Nick court au centre commercial pour arrêter l'explosion avant qu'elle ne se produise. Il est cloué au mur par un pistolet à clous mais parvient à arrêter le feu avant qu'il ne se propage à plusieurs barils combustibles, sauvant ainsi tout le monde. Deux semaines plus tard, Nick remarque un échafaudage bancal alors qu'il se dirige vers un café et en avertit un ouvrier avant d'entrer dans le café. En parlant avec Lori et Janet, il voit d'autres présages et en conclut que ses prédictions étaient destinées à les conduire là où ils devaient être pour que la Mort frappe. Alors qu'il s'en rend compte, l'échafaudage s'effondre à l'extérieur, faisant faire un écart à un camion qui s'écrase dans le café, les tuant tous les trois : Janet est écrasée sous les pneus, Lori est décapitée par l'impact, et Nick est écrasé contre un mur.

## Fiche technique
- Titre original : The Final Destination
- Titre français : Destination finale 4
- Titre québécois : La destination ultime
- Réalisation : David R. Ellis
- Scénario : Eric Bress, d'après les personnages créés par Jeffrey Reddick
- Musique : Brian Tyler
- Direction artistique : Scott Plauche
- Décors : Jaymes Hinkle
- Costumes : Claire Breaux
- Photographie : Glen MacPherson
- Son : Bob Beemer, Kaspar Hugentobler, John Ross
- Montage : Mark Stevens
- Production : Craig Perry et Warren Zide

Coproduction : Art Schaefer
Production déléguée : Richard Brener, Walter Hamada, Sheila Hanahan
Production associée : Tawny Ellis
- Sociétés de production[1] : Practical Pictures, Parallel Zide et FlipZide Pictures, avec la participation de New Line Cinema
- Sociétés de distribution[1] : 
  - États-Unis, Canada, Belgique : Warner Bros.
  - France : Metropolitan FilmExport
- Budget : 40 millions de $[2]
- Pays d'origine :  États-Unis
- Langue originale : anglais
- Format[3] : couleur (DeLuxe) - 35 mm - 2,39:1 (Cinémascope) - son DTS | Dolby Digital | SDDS
- Genre : épouvante-horreur, thriller, action, fantastique
- Durée : 82 minutes
- Dates de sortie[4] :
  - France, Suisse romande : 26 août 2009
  - États-Unis, Québec[5] : 28 août 2009
  - Belgique : 16 septembre 2009
- Classification[6] :
  -  États-Unis : Interdit aux moins de 17 ans (R – Restricted)[Note 1].
  -  France : Interdit aux moins de 12 ans (visa d'exploitation no 123954 délivré le 30 juillet 2009)[7],[8],[Note 2] lors de sa sortie en salles et aux moins de 16 ans à la télévision.

## Distribution
- Bobby Campo (VF : Yoann Sover ; VQ : Gabriel Lessard) : Nick O'Bannon
- Shantel VanSanten (VF : Aurélie Meriel ; VQ : Éveline Gélinas) : Lori Milligan
- Haley Webb (VF : Véronique Volta ; VQ : Nadia Paradis) : Janet Cunningham
- Mykelti Williamson (VF : Gilles Morvan ; VQ : Patrice Dubois) : George Lanter
- Jackson Walker : Jonathan Groves
- Nick Zano (VF : Romain Redler ; VQ : Martin Watier) : Hunt Wynorski
- Andrew Fiscella (VF : Emmanuel Curtil et VQ : Sylvain Hétu) : Andy Kewzer
- Krista Allen (VF : Magali Barney et VQ : Marika Lhoumeau) : Samantha Lane
- Justin Welborn (VF : Jean-Alain Velardo ; VQ : Louis-Philippe Dandenault) : Carter Daniels
- Stephanie Honoré (en) (VF : Catherine Artigala ; VQ : Isabelle Leyrolles) : Nadia Monroy
- Lara Grice (en) (VF : Claire Guyot et VQ : Élise Bertrand) : Cynthia Daniels
- Phil Austin : Edward Lane
- William Aguillard (VF : Jackie Berger) : Daniel Lane
- Brendan Aguillard : Ryan Lane
- Tina Parker (en) : Cheyenne
- Cecile Monteyne : Dee Dee

## Accueil

### Accueil critique
Le film a obtenu globalement des critiques négatives, les plus mauvaises de toute la série de films. Il recueille 27 % de critiques positives, avec un score moyen de 4,1/10 et sur la base de 99 critiques collectées, sur le site Rotten Tomatoes. Sur Metacritic, il obtient un score de 30/100, sur la base de 14 critiques collectées.

### Box-office
| Budget       | Box-office   | Box-office    | Box-office    | Box-office        | Réf. |
| ------------ | ------------ | ------------- | ------------- | ----------------- | ---- |
| Budget       | États-Unis   | À l'étranger  | Mondial       | France            | ,    |
| 40 000 000 $ | 66 477 700 $ | 119 689 439 $ | 186 167 139 $ | 1 109 984 entrées | ,    |

Il s'agit du film le plus rentable de la saga Destination finale, il a cumulé 186 167 139 dollars de recettes mondiales, et 66 477 700 dollars en Amérique du Nord. En France, il a réalisé 1 109 984 entrées, c'est le seul opus de la saga à dépasser le million d'entrées.
Les ventes de DVD ont rapporté au moins 10 609 400 $.

## Distinctions
Entre 2009 et 2011, Destination finale 4 a été sélectionné 4 fois dans diverses catégories et a remporté 2 récompenses.

### Récompenses
- Société Américaine des Compositeurs, Auteurs et Éditeurs de Musique 2010 : Prix ASCAP des Meilleurs films au box-office décerné à Brian Tyler.
- Société Américaine des Compositeurs, Auteurs et Éditeurs de Musique 2011 : Prix ASCAP des Meilleurs films au box-office décerné à Brian Tyler.

### Nominations
- Taurus - Prix mondiaux des cascades 2009 : Meilleur coup de feu.
- Prix Fangoria Chainsaw 2010 : Pire film.

## Anecdotes
- Le nombre 180 que l'on retrouve dans chaque épisode de la saga (le Vol 180 de Destination finale, on retrouve ce nombre à la fin de ce même film lors de la scène à Paris, le panneau 180 avant l'accident de Destination finale 2, le métro de Destination finale 3) se retrouve ici : les tribunes où Nick et les autres victimes sont assis sont les tribunes 180. Et l'une des caméras de surveillance qui ont filmé l'accident du circuit porte aussi le numéro 180. On voit aussi le nombre 180 sur un bus vers la fin.
- Le nom du circuit où se déroule l'accident est le "McKinley Speedway", même nom que le lycée de la classe de Wendy dans Destination finale 3, ainsi qu'une référence à un personnage (Ian McKinley), également dans Destination Finale 3.
- De par son titre original, Destination finale 4 aurait dû être le dernier volet de la saga : contrairement aux autres films nommés Final Destination, 2, 3, celui-ci se nomme The Final Destination. C'est à la suite du succès du film qu'un cinquième film a vu le jour. Il s'est avéré ensuite que le cinquième volet serait un préquel du premier film.
- Le personnage Wendy, interprété par Mary Elizabeth Winstead, aurait dû apparaître dans ce film.
- La piscine où Hunt meurt s'appelle "Clear Rivers" (référence au personnage de Destination finale 1-2).
- La musique qui s'enclenche avant que le raciste meurt est Why Can't We Be friends du groupe War, groupe composé essentiellement de noirs, ce qui est plutôt ironique.
- Un des survivants se nomme Carter, comme l'un des survivants du premier film.